# Olga Casares Pearson
Olga Casares Pearson (n. Italia; 1895 - f. Argentina; 1979) fue una actriz con carrera como actriz de teatro, radio y cine. Fue traída desde muy chica a la Argentina y estaba casada con el actor Ángel Walk, quien era hermano del escritor Álvaro Yunque.

## Carrera profesional
Trabajó en la radio con gran éxito formando pareja con su esposo Ángel Walk y en 1933 compusieron la primera pareja estelar de un radioteatro de aventuras titulado Yankar.
En teatro actuó junto a grandes figuras como Angelina Pagano, Camila Quiroga y Blanca Podestá. En la época del cine mudo participó en los filmes El mentir de los demás (1919), El caballero de la rambla y Corazón ante la ley y al llegar el sonoro debutó en  Ídolos de la radio (1934), a la que siguió La intrusa. Posteriormente intervino en varias películas, teniendo papeles destacados en Las seis suegras de Barba Azul (1945) y en Esposa último modelo (1950). Poco antes de dejar su actividad artística actuó en Surcos en el mar (1956), de la cual escribió el argumento y en Continente blanco (1957), de la que también fue guionista.
Falleció en Argentina en 1979. 

## Filmografía
Actriz
- Continente blanco (1957)
- Surcos en el mar (1956)
- Tren internacional (1954)
- Con la música en el alma (1951)
- Esposa último modelo (1950)
- La otra y yo (1949)
- María de los Ángeles (1948)
- Los hijos del otro  (1947)
- El hombre que amé (1947)
- Adán y la serpiente (1946)
- Las seis suegras de Barba Azul (1945)
- Mi novia es un fantasma (1944)
- Veinticuatro horas en la vida de una mujer  (1944)
- Nuestra Natacha (1944)
- Siete mujeres  (1944)
- Casa de muñecas (1943)
- Llegó la niña Ramona  (1943)
- La intrusa  (1939)
- Ídolos de la radio    (1934)
- Corazón ante la ley  (1930)
- El caballero de la rambla  (1925)
- El mentir de los demás (1919)

Guionista
- Continente blanco (1957)

Idea original
- Aconcagua (rescate heroico) (1964)

Argumento
- Surcos en el mar(1956)